# Comuna Bonduri, Haisîn
Bonduri (în ucraineană Бондурі) este o comună în raionul Haisîn, regiunea Vinnița, Ucraina, formată din satele Bonduri (reședința) și Șura-Bondurivska.

## Demografie
Componența lingvistică a satului Bonduri
     Ucraineană (98,74%)
     Alte limbi (0,92%)
Conform recensământului din 2001, majoritatea populației satului Bonduri era vorbitoare de ucraineană (98,74%), existând în minoritate și vorbitori de alte limbi.